# Джевица
Джеви́ца (пол. Drzewica) — город и центр гмины в Польше, входит в Опочненский повят Лодзинского воеводства.
Расположен у реки Джевичка (пол. Drzewiczka). Городские права имел в 1429—1869 годах и с 1987 года.
Население 3958 человек (2008).
В городе находится основанная в конце XIX века фабрика столовой посуды «Герлах».